# Farmington (Maine)
Farmington ist eine Town im Franklin County des Bundesstaates Maine in den Vereinigten Staaten. Im Jahr 2020 lebten dort 7592 Einwohner in 3435 Haushalten auf einer Fläche von 144,57 km². Farmington ist die größte Stadt des Franklin Countys und dessen Shire Town.

## Geografie
Nach dem United States Census Bureau hat Farmington eine Gesamtfläche von 144,57 km², von denen 144,18 km² Land sind und 0,39 km² aus Gewässern bestehen.

### Geografische Lage
Farmington liegt im Süden des Franklin Countys. Der Sandy River, ein Nebenfluss des Kennebec Rivers, fließt in südlicher Richtung zentral durch das Gebiet der Town. Es gibt auf dem Gebiet von Farmington keine Seen, jedoch grenzt im Nordosten der Clearwater Pond an. Die Oberfläche der Town ist eher eben. Höchste Erhebung ist der 338 m hohe Mosher Hill am Westufer des Clearwater Ponds.

### Nachbargemeinden
Alle Entfernungen sind als Luftlinien zwischen den offiziellen Koordinaten der Orte aus der Volkszählung 2010 angegeben.
- Norden: Strong, 8,5 km
- Nordosten: Industry, 10,7 km
- Südosten New Sharon, 15,7 km
- Süden: Chesterville, 6,7 km
- Südwesten: Wilton, 12,1 km
- Nordwesten: Temple, 14,5 km

### Stadtgliederung
In Farmington gibt es mehrere Siedlungsgebiete: Fairbanks, Farmington, Farmington Falls (ehemals Messee Contee, oder Messucontu), Knowltons Corner, North Farmington (ehemaliger Standort eines Postamtes), West Farmington und Westville (ehemalige Eisenbahnstation).

### Klima
Die mittlere Durchschnittstemperatur in Farmington liegt zwischen −10,0 °C (14 °Fahrenheit) im Januar und 18,3 °C (65 °Fahrenheit) im Juli. Damit ist der Ort gegenüber dem langjährigen Mittel der USA um etwa 9 Grad kühler. Die Schneefälle zwischen Oktober und Mai liegen mit bis zu zweieinhalb Metern mehr als doppelt so hoch wie die mittlere Schneehöhe in den USA; die tägliche Sonnenscheindauer liegt am unteren Rand des Wertespektrums der USA.

## Geschichte
Eine erste Erkundung des Gebietes, in dem sich Farmington befindet, fand im Jahr 1776 durch Stephen Titcomb, Robert Grover, James Henry, Robert Alexander und James MacDonald, alle aus Topsham, Maine statt. Sie steckten die späteren Siedlungsgebiete ab. Das Land gehörte William Tyng und weiteren. Tyng hatte es für seine Dienste für den Staat im Jahr 1703 zugesprochen bekommen. Es wurde Tyngtour oder auch Plantation Number One und Sandy River Plantation genannt. Aus ersten Anfängen wuchs die Siedlung und erhielt im Jahr 1794 ihre Gründungsurkunde. Das erste Postamt eröffnete im Jahr 1797. Bereits seit den frühen Anfängen war Farmington Standort höherer Bildungseinrichtungen wie das „Willows“, ein Seminar für junge Frauen, gegründet durch Hiram Belcher.
Heute ist Farmington Standort der University of Maine at Farmington.
Die große Fruchtbarkeit der Böden in Farmington war Grundlage für eine besonders effektive Landwirtschaft. Neben Getreide entwickelte sich die Wollindustrie besonders vorteilhaft. Sie machte Farmington zu einer der größten Wollproduktionsstädte in Neuengland. Auch Kleinindustrie, wie der Bau von Kutschen, Körben und weiteren Gütern, siedelte sich an.
Die Sandy River Railroad erreichte Farmington im Jahr 1879. Die Bahnstrecke Farmington–Marbles wurde 1933 stillgelegt und wird heute nur noch in Abschnitten als Museumsbahn genutzt.

### Einwohnerentwicklung
| Volkszählungsergebnisse – Town of Farmington, Maine | Volkszählungsergebnisse – Town of Farmington, Maine | Volkszählungsergebnisse – Town of Farmington, Maine | Volkszählungsergebnisse – Town of Farmington, Maine | Volkszählungsergebnisse – Town of Farmington, Maine | Volkszählungsergebnisse – Town of Farmington, Maine | Volkszählungsergebnisse – Town of Farmington, Maine | Volkszählungsergebnisse – Town of Farmington, Maine | Volkszählungsergebnisse – Town of Farmington, Maine | Volkszählungsergebnisse – Town of Farmington, Maine | Volkszählungsergebnisse – Town of Farmington, Maine |
| Jahr                                                | 1800                                                | 1810                                                | 1820                                                | 1830                                                | 1840                                                | 1850                                                | 1860                                                | 1870                                                | 1880                                                | 1890                                                |
| --------------------------------------------------- | --------------------------------------------------- | --------------------------------------------------- | --------------------------------------------------- | --------------------------------------------------- | --------------------------------------------------- | --------------------------------------------------- | --------------------------------------------------- | --------------------------------------------------- | --------------------------------------------------- | --------------------------------------------------- |
| Einwohner                                           | 942                                                 | 1639                                                | 1938                                                | 2341                                                | 2613                                                | 2725                                                | 3106                                                | 3251                                                | 3353                                                | 3207                                                |
| Jahr                                                | 1900                                                | 1910                                                | 1920                                                | 1930                                                | 1940                                                | 1950                                                | 1960                                                | 1970                                                | 1980                                                | 1990                                                |
| Einwohner                                           | 3288                                                | 3210                                                | 3197                                                | 3600                                                | 3743                                                | 4677                                                | 5001                                                | 5657                                                | 6730                                                | 7436                                                |
| Jahr                                                | 2000                                                | 2010                                                | 2020                                                | 2030                                                | 2040                                                | 2050                                                | 2060                                                | 2070                                                | 2080                                                | 2090                                                |
| Einwohner                                           | 7410                                                | 7760                                                | 7592                                                |                                                     |                                                     |                                                     |                                                     |                                                     |                                                     |                                                     |

## Kultur und Sehenswürdigkeiten

### Museen

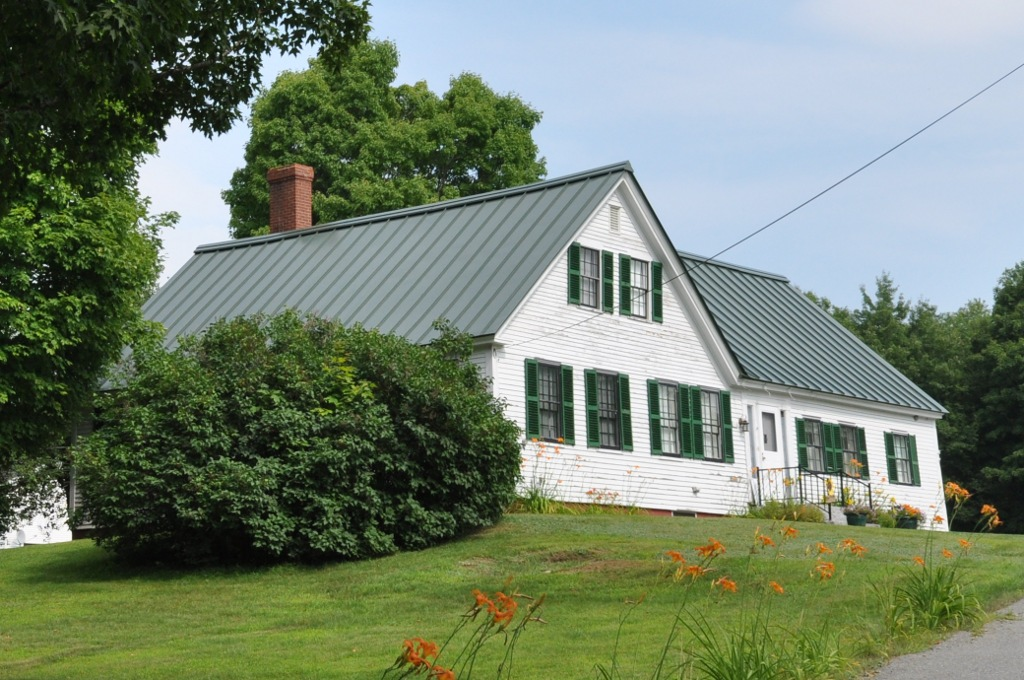
Nordica Homestead

Das unter Denkmalschutz stehende Wohnhaus Nordica Homestead ist das Geburtshaus und der spätere Sommerwohnsitz der Opernsängerin Lillian Nordica. Seit 1928 wird es als Museum genutzt.

### Bauwerke
Ein Distrikt und elf Bauwerke stehen unter Denkmalschutz und wurden ins National Register of Historic Places aufgenommen.
als Distrikt
- Farmington Historic District, aufgenommen 1995, Register-Nr. 94001551

weitere Bauwerke
- Cutler Memorial Library, aufgenommen 1973, Register-Nr. 73000104
- First Congregational Church, United Church of Christ, aufgenommen 1974, Register-Nr. 74000149
- Franklin County Courthouse, aufgenommen 1983, Register-Nr. 83003641
- Free Will Baptist Meetinghouse, aufgenommen 1973, Register-Nr. 73000264
- Greenacre, aufgenommen 1982, Register-Nr. 82000422
- Chester Greenwood House, aufgenommen 1978, Register-Nr. 78000160
- Little Red Schoolhouse, aufgenommen 1972, Register-Nr. 72000070
- Merrill Hall, aufgenommen 1980, Register-Nr. 80000217
- Nordica Homestead, aufgenommen 1969, Register-Nr. 69000006
- Old Union Meetinghouse, aufgenommen 1973, Register-Nr. 73000106
- Hiram Ramsdell House, aufgenommen 1973, Register-Nr. 73000107
- Tufts House, aufgenommen 1979, Register-Nr. 79000130

## Wirtschaft und Infrastruktur

### Verkehr
Der U.S. Highway 2 verläuft durch den südlichen Teil der Town in Ost-West-Richtung. Von ihm zweigt in nördliche Richtung die Maine State Route 27 in Richtung kanadische Grenze ab.

### Öffentliche Einrichtungen
In Farmington gibt es mehrere medizinische Einrichtungen, die auch von den Bewohnern der umliegenden Towns und Plantations genutzt werden.
Farmington besitzt eine eigene Bücherei. Die Farmington Public Library befindet sich in der Academy Street.

### Bildung
Farmington gehört mit Chesterville, Industry, New Sharon, New Vineyard, Starks, Temple, Vienna, Weld und Wilton zum Maine School Administrative District 9, dem Mt. Blue Regional School District.
Im Schulbezirk werden folgende Schulen angeboten:
- Gerald D. Cushing School in Wilton (Schulklassen Pre-K bis 1)
- Academy Hill School in Wilton (Schulklassen 2 bis 5)
- Cape Cod Hill School in New Sharon (Schulklassen Pre-K bis 5)
- W.G. Mallett School in Farmington (Schulklassen Pre-K bis 2)
- Cascade Brook School in Farmington (Schulklassen 3 bis 5)
- Mt. Blue High School in Farmington
- Mt. Blue Middle School in Farmington

## Persönlichkeiten

### Söhne und Töchter der Stadt
- Edward Abbott (1841–1908), Geistlicher, Journalist und Autor
- Chester Greenwood (1858–1937), Erfinder
- Wilhelmina Harper (1884–1973), Herausgeberin und Bibliothekarin
- Janet T. Mills (* 1947), Politikerin
- Lillian Nordica (1857–1914), Opernsängerin
- Dan Simoneau (* 1959), Skilangläufer

### Persönlichkeiten, die vor Ort gewirkt haben
- Jacob Abbott (1803–1879), Jugendschriftsteller und Pädagoge
- Hiram Belcher (1790–1857), Politiker und Gründer einer höheren Schule für Mädchen in Farmington
- Gerd Heinrich (1896–1984), Zoologe